# Robert Sturua
Robert Sturua (en géorgien :  რობერტ სტურუა), né le 31 juillet 1938 à Tbilissi, est un acteur et metteur en scène soviétique puis géorgien.

## Filmographie
- 1970 : Il était une fois un merle chanteur (Жил певчий дрозд) de Otar Iosseliani (Kartuli Pilmi) : Sosso
- 2005 : Un voyage au Karabakh (en) (Gaseirneba Karabaghshi) de Levan Tutberidze :